# Macleay Island (ö i Australien, Queensland)
Macleay Island är en ö i Australien. Den ligger i delstaten Queensland, omkring 37 kilometer sydost om delstatshuvudstaden Brisbane.
I omgivningarna runt Macleay Island växer i huvudsak städsegrön lövskog. Runt Macleay Island är det glesbefolkat, med 19 invånare per kvadratkilometer. Genomsnittlig årsnederbörd är 1 424 millimeter. Den regnigaste månaden är januari, med i genomsnitt 275 mm nederbörd, och den torraste är oktober, med 21 mm nederbörd.